# NGC 5827
NGC 5827 (другие обозначения — UGC 9662, MCG 4-35-24, ZWG 134.66, IRAS14597+2609, PGC 53676) — галактика в созвездии Волопас.
Этот объект входит в число перечисленных в оригинальной редакции «Нового общего каталога».